# 2MASS J16144169-2351058
2MASS J16144169-2351058 ist ein Objekt der Spektralklasse L1 im Sternbild Skorpion. Er wurde 2008 von Nicolas Lodieu et al. entdeckt.